# Вася Пупкин
Ва́ся Пу́пкин — нарицательное имя-экземплификант, используемое в качестве примера (экземплификации) для обозначения неизвестной, анонимной или произвольной личности. Часто используется в разговорной речи.

## История
Комическая фамилия «Пупкин», часто в соединении с распространёнными именами-экземплификантами («Иван Иваныч», «Вася» и т. п.), неопределённо давно употреблялась в сниженном стиле речи образованных горожан в значении «имярек» либо «непримечательный гражданин», «случайно взятый обыватель». В военном жаргоне Пупкин — это фамилия абстрактного военнослужащего. Как правило, личности тупой, гадкой, трусливой.
В армейском фольклоре Пупкин может создавать дуальную группу с Залупкиным. Поскольку вторая часть такой группы вне пределов печатных норм русского языка, в основном эта связка употребляется в устной неформальной речи. В 2018 году Прокуратура Бостандыкского района города Алма-Аты дала официальный ответ адвокату Айман Умаровой с заглавием «Уважаемая Пупкина Залупкина». После происшествия три сотрудника Прокуратуры были освобождены от должности.
Вася Пупкин, согласно типовой классификации прецедентов русского языковеда Юрия Караулова, относится исследователями ко второму типу прецедентных феноменов, представляя собой лицо, не существующее в действительности, но известное широкому кругу лиц. Такие имена возникают благодаря фольклору, литературе, кинематографу, и их примерами являются Золушка, Джеймс Бонд, Вася Пупкин, и они выступают «знаками общеизвестных событий, ситуаций или образов».

## В интернет-культуре
В виртуальном дискурсе интернета Вася Пупкин является прецедентным персонажем, пришедшим из смеховых жанров (пародии, байки, анекдоты). Вася Пупкин стал олицетворением массового российского пользователя интернета, которое прочно закрепилось в сетевом фольклоре.

## Упоминания в литературе
В повести Г. Белых и Л. Пантелеева «Республика ШКИД» (1927) фигурирует «Антон Митрофанович Пупкин» — вымышленный героями персонаж самодельных «кинофильмов».
Сергей Лукьяненко в своей повести «Прозрачные витражи» (2002) приводит такую информацию:

…Бедный Василий Пупкин, автор учебника арифметики для церковно-приходских школ! Не знал он, как жестоко расправятся с ним измученные задачками про бассейны и поезда. Ученики сделают его имя нарицательным, похлеще любого мистера Смита.
В повести Олега Дивова «Другие действия» (2004) один из персонажей говорил:

…Пупкин реальный персонаж. И ему давно пора на покой. Сколько можно трепать его имя? Василий Афанасьевич был нормальный мужик. Просто бедняге не повезло …Может, я сочувствующий. Может, у меня прапрадедушка тоже написал учебник арифметики.
В то же время приведённый в повести О. Дивова фрагмент устава «Фэн-клуба Васи Пупкина» основные цели этого интернет-движения формулировал так:

«…1.1. Защита памяти Василия Афанасьевича Пупкина, незаслуженно осмеянного и опозоренного потомками. 1.2. Воссоздание наследия Василия Васильевича Пупкина — учебника естествознания „Родная природа“. 1.3. Проведение архивных изысканий, как в интернете, так и в реале, с целью сбора, классификации и публикации биографических данных Василия Афанасьевича и Василия Васильевича Пупкиных».